# 依附理论 (国际政治经济学)
依附理論（英語：dependency theory），或稱作依附學派（dependency school），是1960年代晚期由拉丁美洲學者所提出的國際關係與發展經濟學理論。其將世界劃分為先進的中心國家與較落後的邊陲國家，後者在世界體系的地位使之受到中心國的盤剝，故得不到發展，或產生腐敗等弊病。

## 基本理論
關於中心/邊陲的界定，其間的機制與效應等問題，學界至今沒有定論，不過依附理論的各流派中仍有共通的幾個命題，簡述如下：
- 世界分成中心國家與邊陲國家；伊曼纽尔·沃勒斯坦還進一步引入半邊陲國家的概念。
- 中心由工業國家構成，邊陲國家則向中心國家出口原料，並從事勞力密集產業為主。
- 邊陲之所以為邊陲，並非因為它是工業化浪潮的後進者（這是新古典主義經濟學的主張），而是在世界市場上受到制約所致，外力包括跨國企業、國際組織（例如國際貨幣基金）等等代表中心國家利益的力量。
- 因此邊陲國家因不平等交換的依附關係而無法翻身，中心國家則透過此關係維持較高所得及外貿優勢，使中心國家與邊陲國家差距難以縮小。

因此，以國內市場為主、減少外國資金挹入，調整產業結構以符合內需市場或較激進的社會革命是依附理論對邊陲國家所提出的建議。

## 簡史
依附理論首先是作為現代化理論的反面在1950-60年代出世的，其提倡者是阿根廷經濟學家劳尔·普雷维什。根據古典經濟學，國際貿易會讓各國達到比較優勢，相互得益，但是普雷维什在拉丁美洲經濟委員會研究拉丁美洲的實際發展，引出了相反的結論：窮國財富的減少與著富國財富的增加一致。Paul Baran根據馬克思主義政治經濟學完善了他的理論，此後各家蜂起。德裔經濟學家安德烈·岡德·法蘭克使之成為馬克思主義的一支，Theotonio Dos Santos考慮邊陲國對內及對外的關係，創建了「新依附理論」。巴西前總統費爾南多·恩里克·卡多佐在流亡期間曾寫過許多相關論著。伊曼纽尔·沃勒斯坦則進一步發展其中的馬克思主義面向，稱之為世界體系理論。

## 爭議
依附理論遭到自由市場的鼓吹者反擊，他們主張依附理論的藥方將造成腐敗及競爭不足等問題，印度與亞洲四小龍的崛起也不合乎依附理論的預測。另一些學者則指出亞洲四小龍都曾實施進口替代政策，美援的因素也不容忽視。
依附發展理論是依附理論的流派之一，它主張跨國資本能在窮國的內需市場上牟利，所以邊陲也能得到部份的發展，但是這往往是以腐敗或社會兩極分化為代價的。

## 其他理论家和相关理论
弗朗索瓦·佩鲁和库尔特·罗斯柴尔德是与依赖理论相关的另一批早期学者。著名的依赖理论家还有赫布·阿多、瓦尔登·贝罗、鲁伊·毛罗·马里尼、恩佐·法莱托、阿曼多·科尔多瓦、埃内斯特·费德尔、巴勃罗·冈萨雷斯·卡萨诺瓦、基思·格里芬、库尼贝特·拉弗、保罗·以色列·辛格、沃尔特·罗德尼和奥斯瓦尔多·桑克尔。这些学者中，许多人的研究重点主要集中在拉丁美洲；而在阿拉伯世界，依赖理论的发展则主要由埃及经济学家萨米尔·阿明推动并加以完善。
美国社会学家伊曼纽尔·沃勒斯坦完善了依赖理论的马克思主义内涵，并在此基础上扩展发展出世界体系理论（World Systems Theory，简称 WST）。该理论与“富者愈富，贫者愈贫”的观点密切相关。沃勒斯坦指出，随着发达的核心国家不断利用全球资源积累财富，贫穷的外围国家则持续陷入贫困。世界体系理论融合了依赖理论、马克思主义思想以及年鉴学派（Annales School）的研究视角，是对全球不平等结构的系统性解释。
瓦勒斯坦在世界体系理论中提出“半外围国家”这一概念，作为介于核心与外围之间的第三类国家。他主张采用三元结构，以更准确反映世界体系的复杂性及各国在发展过程中的不同定位。在这个模型中，半外围国家已经实现了工业化，但其技术水平不如核心国家先进，且不掌握全球金融的主导权。通常，一组半外围国家的崛起往往以另一组国家的衰落为代价。然而，尽管这种动态变化存在，基于不平等交换形成的世界经济结构总体上仍保持稳定，其基本的不平等格局难以改变。
依赖理论学者认为，尽管外围国家可能在短期内出现经济增长的高峰，但从长期来看，其增长往往是不平衡且不平等的，并且通常伴随着经常账户的高额赤字。经济增长中的周期性波动对跨国比较具有重要影响，表面上的长期增长可能只是短期回升。阿里吉指出全球资本积累逻辑不断演变，自20世纪80年代起，资本主义进入以金融资本主导、放松监管的新阶段，与以往的监管周期形成对比。

## 依赖理论的例子
尽管依赖理论较为新近，但国家间的依赖关系由来已久，并通过资本主义和金融体系得以延续。许多欠发达国家因长期债务和资本负担，难以摆脱对外部资源的依赖。
依赖理论的典型体现是1650至1900年间，欧洲列强通过殖民扩张建立起全球经济体系，从殖民地获取原材料，加工后再出口回殖民地，造成殖民地财富持续流向欧洲，强化了对其经济的控制。
尽管有人认为殖民主义衰落后依赖关系已消失。但另一些学者指出，当前许多国家仍依赖美、德、英、中、印等强国提供援助与投资，依赖现象依然存在于全球体系中。

## 援助依赖
援助依赖是一种经济现象，指欠发达国家（LDC）对较发达国家（MDC）提供的财政援助和其他资源的依赖。援助依赖指的是一个国家政府支出中由外国捐助者资助的比例。 
援助依赖率达到约15%至20%或更高的国家，往往和该国出现负面结果有关。导致援助依赖的原因在于发展和经济、政治改革的受阻，这种阻碍往往源于将援助视为贫困国家的长期解决方案。长期向有需求的国家提供援助，使得接受援助的国家逐渐习惯并产生了“依赖综合症”。

### 依赖援助的历史
第二次世界大战后，随着第一世界国家努力建立更加开放的经济体系以及冷战时期的竞争，国际发展援助开始广泛普及。1970年，联合国通过决议，将每个国家国民总收入的0.7%设定为国际援助的目标比例。

### 给予援助的动机
虽然人们普遍认为援助的动机只是帮助贫穷国家。但大量证据表明，捐助者的战略、政治和经济利益往往才是援助的主要驱动力。Maizels和Nissanke（1984年）以及McKinlay和Little（1977年）开展了相关研究，分析了捐赠者的动机。研究发现，美国的援助流向受军事和战略因素影响较大；而英国和法国则倾向于向其前殖民地以及那些拥有重要投资利益和密切贸易关系的国家提供援助。

### 经济增长停止
围绕外国援助的一个主要问题是，受援国的部分公民在获得援助后，工作积极性减弱。此外，一些人甚至故意减少工作时间，导致收入下降，从而使自己继续符合援助资格。援助依赖容易导致劳动力积极性下降，阻碍经济发展和生活水平提升。长期依赖援助的国家难以实现自给自足和可持续增长。粮食等援助进口削弱了国内产业，特别是农业使最不发达国家在援助减少时更依赖低价进口，加剧了经济脆弱性。这种情况发生在海地，即使援助大幅减少但仍有80%的粮食库存依赖美国进口。

### 政治依赖
当捐助者对受援国的治理产生过大影响时，就会形成政治依赖。由于国家依赖这些资金，许多捐助者在受援国政府中拥有强大的话语权，从而削弱了政府的效能和民主质量。这导致受援国政府制定的政策更多迎合捐助者的意愿，而非本国人民的需求。因此政府腐败问题加剧，同时也阻碍了政府和政治进程的改革。这些捐助者可能包括其他国家或组织，其潜在意图未必符合当地人民的利益。在许多政治腐败严重且缺乏公民权利的国家，政治依赖往往成为援助依赖中更为严重的负面影响。
由于对援助的依赖，问责制可能从公众转移到国家与捐助者之间，从而导致“总统制”的出现。所谓总统制，是指政治体系中总统和内阁掌握政治决策权。在民主国家，预算和公共投资计划通常需要议会批准。但捐助者资助的项目往往不在国家预算内，因此不受议会监督。

### 腐败
依赖援助的国家在腐败程度上通常比不依赖援助的国家更严重。外国援助常成为寻租的潜在来源，而寻租行为往往表现为公共部门就业的增加。随着公营企业取代私人投资，私营部门的疲软使政府面临的问责和透明压力减小。援助助长了腐败，腐败又进一步加剧了援助带来的腐败，形成恶性循环。外国援助为腐败政府提供了自由的现金流，进一步助长腐败。腐败阻碍了经济增长和发展，使这些贫穷国家陷入困境。

### 摆脱援助依赖的努力
自2000年以来，援助依赖程度已减少了约三分之一。这种趋势在加纳等国尤为明显，其援助依赖率从47%降至27%；在莫桑比克，援助依赖率也从74%降至58%。减少对援助依赖的目标领域包括创造就业机会、推动区域一体化，以及促进企业参与和贸易发展。

### 打击政治腐败
政治腐败一直是维持援助依赖并阻碍经济增长的重要因素之一。在奥巴马执政期间，国会曾指出，千禧年挑战公司（MCC）所采用的反腐败标准不够严格，成为减少援助依赖的障碍之一。

### 其他援助方法
事实证明从长远来看，当外国援助被精准投向合适的部门并得到有效管理时，能够发挥积极作用。相比传统的政府间国际援助形式，目标明确的组织与捐助者之间的具体合作在减少援助依赖方面取得了更大成效。博茨瓦纳就是这一成功案例，该国自1966年起开始接受援助。在这种情况下，博茨瓦纳主动确定援助需求领域，并根据这些需求寻找合适的捐助者，而不是被动接受其他国家援助，这些国家的政府通常对资金分配拥有决定权。博茨瓦纳等受援国主导的案例更为有效，部分原因在于它们拒绝捐助者只关注短期数字（如粮食分配）来报告项目成效，而是更注重长期的增长和发展，特别是在基础设施建设、教育和就业发展等方面。

## 相關文獻
- Amin S. (1976), 'Unequal Development: An Essay on the Social Formations of Peripheral Capitalism' New York: Monthly Review Press.
- Amin S. (1994c), 'Re-reading the postwar period: an intellectual itinerary' Translated by Michael Wolfers. New York: Monthly Review Press.
- Amin S. (1997b), 'Die Zukunft des Weltsystems. Herausforderungen der Globalisierung. Herausgegeben und aus dem Franzoesischen uebersetzt von Joachim Wilke' Hamburg: VSA.
- Bornschier V. (1976), 'Wachstum, Konzentration und Multinationalisierung von Industrieunternehmen' Frauenfeld and Stuttgart: Huber.
- Bornschier V. (1996), 'Western society in transition' New Brunswick, N.J.: Transaction Publishers.
- Bornschier V. and Chase - Dunn Ch. K (1985), 'Transnational Corporations and Underdevelopment' N.Y., N.Y.: Praeger.
- Köhler G. and Tausch A. (2002) Global Keynesianism: Unequal exchange and global exploitation. Huntington NY, Nova Science.
- Sunkel O. (1966), 'The Structural Background of Development Problems in Latin America' Weltwirtschaftliches Archiv, 97, 1: pp. 22 ff.
- Sunkel O. (1973), 'El subdesarrollo latinoamericano y la teoria del desarrollo' Mexico: Siglo Veintiuno Editores, 6a edicion.
- Tausch A. (1993, with Fred Prager as co-author), 'Towards a Socio - Liberal Theory of World Development' Basingstoke and New York: Macmillan/St. Martin's Press.
- Tausch A. and Peter Herrmann (2002) Globalization and European Integration. Huntington NY, Nova Science.
- Yotopoulos P. A. (1966),‘Economic analysis and economic policy’. Edited by Pan A. Yotopoulos. Contributors: Arthur S. Goldberger [and others]. Athens [Center of Planning and Economic Research] (Center of Planning and Economic Research. Training seminar series, 6).
- Yotopoulos P. A. (1967),‘Allocative efficiency in economic development; a cross section analysis of Epirus farming’Athens [Center of Planning and Economic Research] (Center of Planning and Economic Research. Research monograph series, 18).
- Yotopoulos P. A. (1977),‘The population problem and the development solution’Stanford, Calif.: Food Research Institute, Stanford University, (Food Research Institute studies; v. 16, no. 1).
- Yotopoulos P. A. (1984),‘Middle income classes and food crises’Athens: Centre of Planning and Economic Research, (Papers / Centre of Planning and Economic Research; 5).
- Yotopoulos P. A. (1989a),‘Distributions of real income: Within countries and by world income classes’. The Review of income and wealth, no. 4, pp. 357 ff. .
- Yotopoulos P. A. (1989b),‘The (Rip) Tide of Privatization: Lessons from Chile.’World development, vol. 17, no. 5, pp. 683 ff. .
- Yotopoulos P. A. (1989c),‘The meta-production function approach to technological change in world agriculture.’Journal of development economics, vol. 31, no. 2, pp. 241 ff. .
- Yotopoulos P. A. (1996),‘Exchange rate parity for trade and development: theory, tests, and case studies’Cambridge [England]; New York: Cambridge University Press.
- Yotopoulos P. A. (1997a),‘Financial crises and the benefits of mildly repressed exchange rates’Stockholm: Stockholm School of Economics, Economic Research Institute, (Working paper series in economics and finance; no. 202, October 1997).
- Yotopoulos P. A. (1997b),‘Food security, gender and population’New York, NY: United Nations Population Fund,‘E/850/1997’.
- Yotopoulos P. A. (2004),‘The Success of the Euro, Globalization, and the EU Enlargement’University of Florence，可自由下載: https://web.archive.org/web/20160304075441/http://www.ceistorvergata.it/conferenze%26convegni/mondragone/XVI_papers/paper-yotopoulos2.pdf .
- Yotopoulos P. A. and Floro S. L. (1992),‘Income distribution, transaction costs and market fragmentation in informal credit markets.’Cambridge journal of economics, 1992, vol. 16, no. 3, pp. 303 ff.
- Yotopoulos P. A. and Lin J. Y. (1993),‘Purchasing Power Parities for Taiwan: The Basic Data for 1985 and International Comparisons.’Journal of economic development, 1993, vol. 18, no. 1, pp. 7 ff.
- Yotopoulos P. A., Nugent J. B. (1976),‘Economics of development: empirical investigations’New York: Harper & Row.
- Yotopoulos P. and Sawada Y. (2005),‘Exchange Rate Misalignment: A New test of Long-Run PPP Based on Cross-Country Data’CIRJE Discussion Paper CIRJE-F-318, February 2005, Faculty of Economics, University of Tokyo，可自由下載: https://web.archive.org/web/20080227102020/http://www.e.u-tokyo.ac.jp/cirje/research/dp/2005/2005cf318.pdf

## 外部連結
- Globalresearch.ca
- Centro Argentino de Estudios Internacionales
- ECLAC/CEPAL Santiago
- IPRD London
- Revista Entelequia
- University of Texas Inequality Project （页面存档备份，存于）